# Wilhelm Hohaus

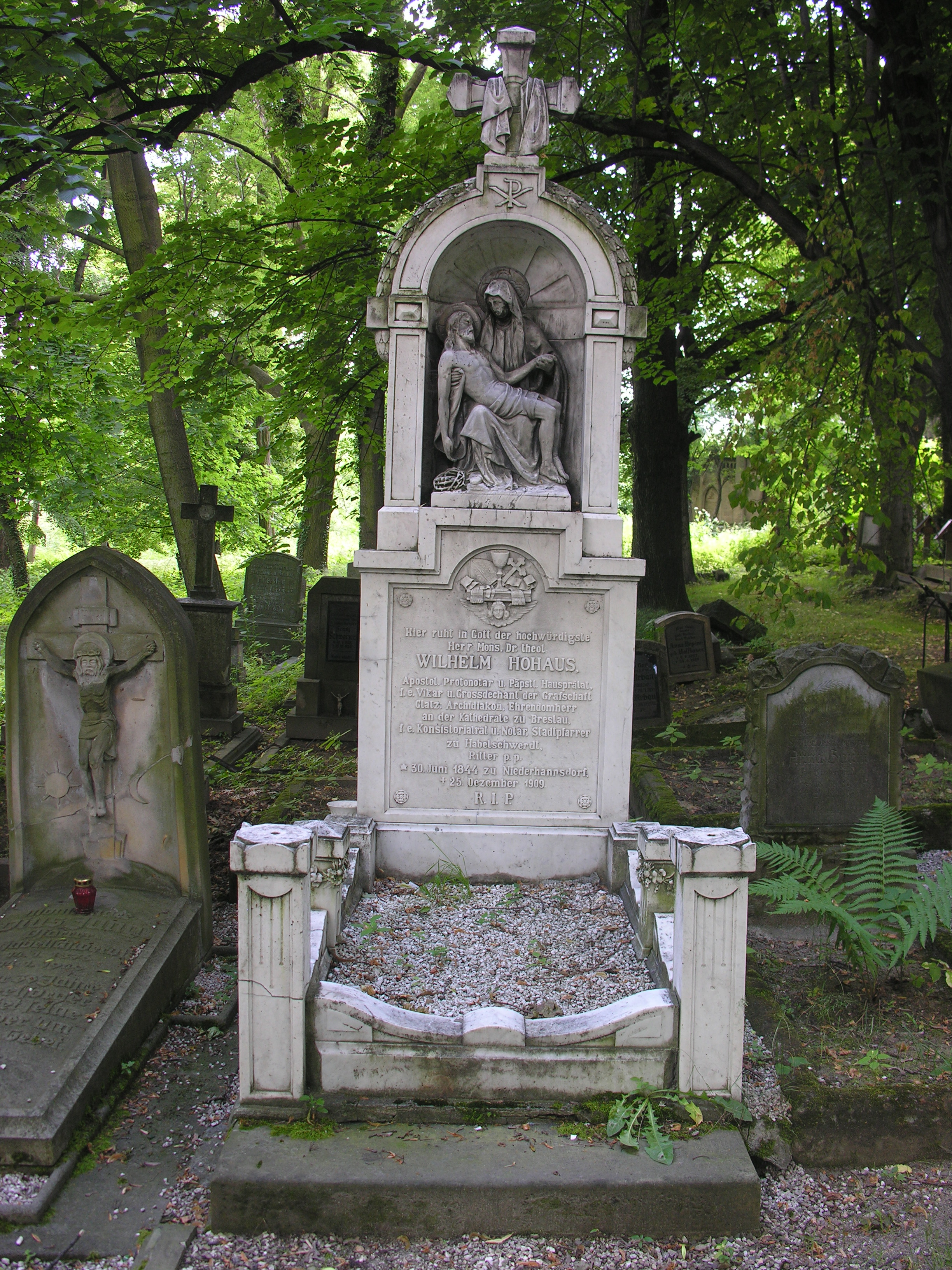
Grabmal für Wilhelm Hohaus

Wilhelm Hohaus (* 30. Juni 1844 in Niederhannsdorf, Landkreis Glatz, Provinz Schlesien; † 25. Dezember 1909 in Grafenort, Landkreis Habelschwerdt) war ein deutscher Theologe, Pädagoge und Heimatforscher. Von 1901 bis 1909 war er Großdechant der bis 1972 zum Erzbistum Prag gehörenden Grafschaft Glatz. Zugleich war er Generalvikar des Erzbistums Prag in Preußen.

## Leben
Wilhelm Hohaus war der Sohn eines Landwirts. Nach dem Abitur am Glatzer Katholischen Gymnasium studierte er Katholische Theologie an der Universität Breslau. Am 28. Juni 1869 wurde er in Breslau zum Priester geweiht. Anschließend setzte er seine Studien in Archiven und Bibliotheken in der Schweiz, Italien sowie Österreich fort. 1871 wurde er an der Theologischen Fakultät der Albert-Ludwigs-Universität Freiburg promoviert.
Nach einer kurzen Tätigkeit als Kaplan in Ludwigsdorf wirkte er zehn Jahre in gleicher Position an der Peter-und-Paul-Kirche in Reinerz. Danach wurde er als Religionslehrer an das Habelschwerdter Lehrerseminar versetzt und 1884 in gleicher Eigenschaft an das Königliche Gymnasium in Glatz. Dort war er zugleich Regens am zugehörigen Konvikt.
Nachdem Edmund Scholz 1886 zum Pfarrer von Grafenort berufen worden war, folgte ihm Wilhelm Hohaus, der neben seinem Lehramt auch auf dem Gebiet der Grafschafter Heimatkunde umfangreich tätig war, als Herausgeber der „Vierteljahrsschrift zur Geschichte und Heimatkunde der Grafschaft Glatz“. 1889–1909 war er Stadtpfarrer an der St.-Michaels-Kirche in Habelschwerdt.
1901 er zum Großdechanten und Vikar für die Grafschaft Glatz berufen. Später wurde er noch zum Päpstlichen Hausprälaten sowie zum Apostolischen Protonotarius ernannt.
Wilhelm Hohaus starb am 25. Dezember 1909 und wurde auf dem Habelschwerdter Friedhof beigesetzt. Sein Grabmal hat sich bis heute erhalten.

## Veröffentlichungen (Auswahl)
- Die Bedeutung Gregors des Grossen als liturgischer Schriftsteller, Glatz : Druck v. L. Schirmer, 1889
- Die Sagen der Grafschaft Glatz, Verlag Franke, Habelschwerdt 1926
- als Herausgeber:
  - Vierteljahrsschrift zur Geschichte und Heimatkunde der Grafschaft Glatz, ab Band V
  - Geschichtsquellen der Grafschaft Glatz, 1883–1891